# 해주 다라니석당
해주 다라니석당(海州陀羅尼石幢)은 북한 소재의 국보급 문화재이다. 황해남도 해주시 해청동에 있다.
다리니석당은 다라니경을 새겨 기둥처럼 세운 돌구조물을 말한다. 원래 한국에 네 개가 있었는데, 현재는 평안북도 용천 성동리에 있는 다라니석당과 해주 다라니석당만 남아 있다.
성동리 다라니석당과 해주 다라니석당은 하나의 통돌을 다듬어 세웠다.바닥단과 6각형 화강석 돌기둥과 세 층의 지붕으로 이루어졌고, 높이는 4.64m이다. 석당의 밑받침 부분은 연꽃무늬로 장식돼 있으며, 그 위의 6각형 화강석 돌기둥 전체엔 대불정(大佛頂) 다라니경이 음각돼 있다. 맨 윗부분엔 3중 옥개석이 놓여 있는데 각 옥개석 위에 귀꽃을 장식하는 등 뛰어난 조형미를 보여준다. 석당의 머리부분은 지붕돌의 추녀 형태가 독특하며, 지붕돌은 그 받침돌을 석당몸돌보다 작은 6각형돌을 끼운데 비해 셋째 지붕돌의 받침돌은 동그랗게 다듬은 돌을 올려놓았다. 특히 옥개석의 날렵한 경사면은 마치 목조건축물을 연상시킬 정도이다.
해주 다라니석당은 옛 한국의 우수한 조형예술적 수법을 보여주는 귀중한 유물로서, 고려시대 불교미술의 탁월함과 예술정신의 깊이를 맘껏 보여준다고 평가되고 있다.

## 참고 자료
- 이 문서에는 다음커뮤니케이션(현 카카오)에서 GFDL 또는 CC-SA 라이선스로 배포한 글로벌 세계대백과사전의 내용을 기초로 작성된 글이 포함되어 있습니다.